# کیست هیداتید

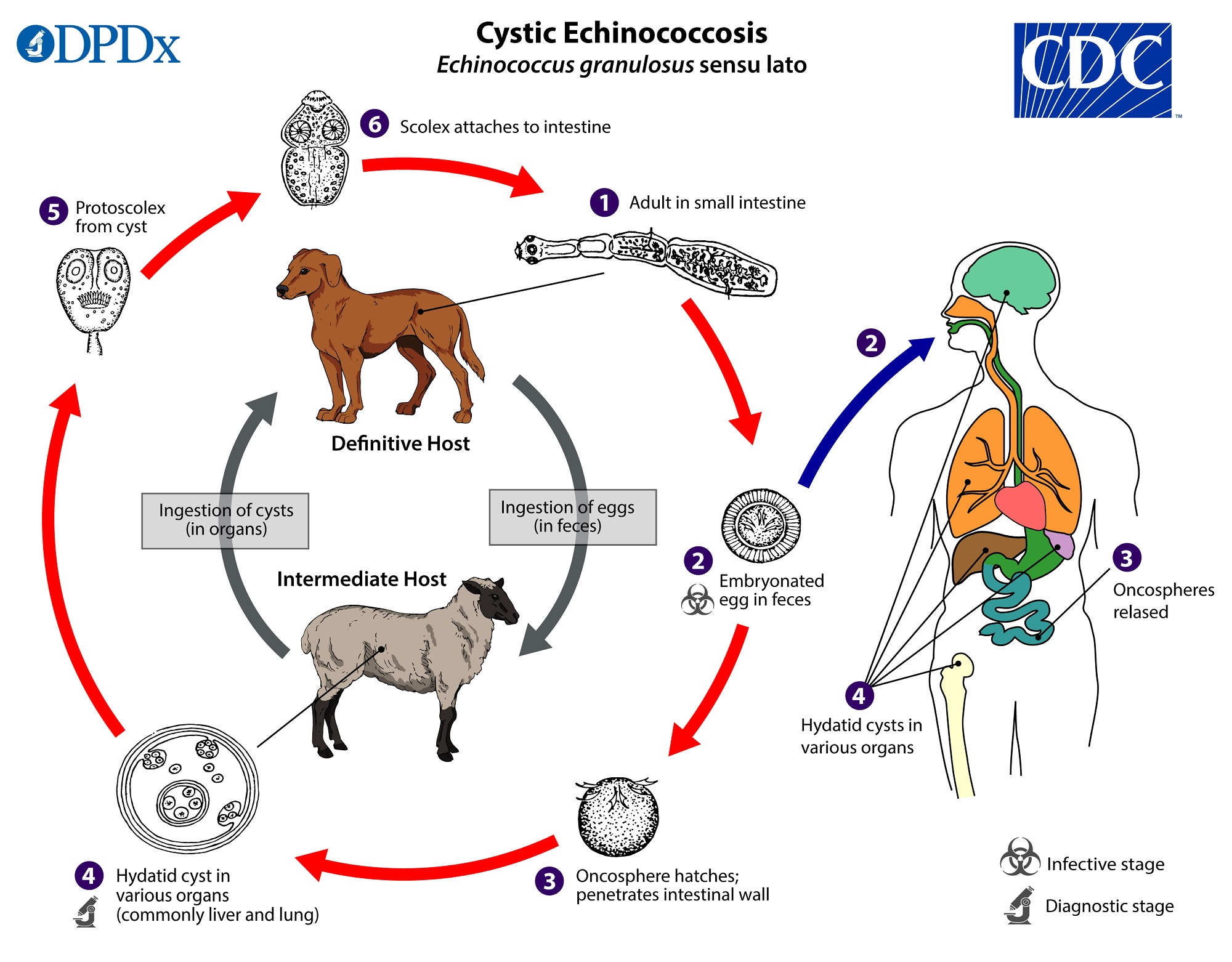
چرخه زندگی انگل اکینوکوکوس گرانولوزوس عامل بیماری کیست هیداتید

کیست هیداتید (به انگلیسی: Hydatid cyst disease) یا بیماری اکینوکوکال (به انگلیسی: echinococcal disease) یا اکینوکوکوزیس (به انگلیسی: Echinococcosis) یک بیماری انگلی ناشی از مرحله نوزادی کرم‌های نواری از گونهٔ اکینوکوکوس است. انسان‌ها به دو نوع عمده از این بیماری دچار می‌شوند، اکینوکوکوزیس کیستی و اکینوکوکوزیس حبابچه ای. این بیماری دو نوع دیگر نیز دارد که خیلی رایج نیستند؛ اکینوکوکوزیس چند کیستی و اکینوکوکوزیس تک کیستی. اکینوکوکوزیس کیستی شایع‌ترین نوع بیماری هیداتید است که ناشی از مرحله نوزادی کرم اکینوکوکوس گرانولوزوس می‌باشد و به بیماری کیست هیداتید مشهور است. اکینوکوکوزیس حبابچه ای یا آلوئولار ناشی از گونه دیگر انگل به نام اکینوکوکوس مولتی لکولاریس است.
بیماری کیست هیداتید (اکینوکوکوزیس کیستی) معمولاً در ابتدا علائمی به همراه ندارد و دوره بی علامتی ممکن است ماه‌ها تا بیش یک سال نیز به طول بینجامد. انگل در بدن انسان ضایعات کیستی ایجاد می‌کند. بروز علائم و نشانگان به محل و اندازهٔ کیست‌ها بستگی دارند. در ۶۰ تا ۷۰ درصد موارد انگل کبد را درگیر می‌کند، اما می‌تواند در دیگر بخش‌های بدن مانند شش‌ها، مغز و تقریباً هر ارگان دیگر بدن نیز دیده شود.  هنگامی که کبد تحت تأثیر قرار بگیرد، ممکن است فرد این علائم را نشان دهد: شکم درد به‌ویژه در بخش بالای سمت راست شکم، احساس توده در شکم، کاهش وزن، و یرقان. اگر این بیماری شش‌ها را تحت تأثیر قرار دهد، اغلب می‌تواند موجب سرفه، درد قفسهٔ سینه و تنگی نفس گردد.
چرخه زندگی انگل معمولاً بین سگ و سایر گوشتخواران و گوسفند و بز و گاو و شتر و سایر علفخواران وحشی در جریان است. انسان به‌صورت تصادفی همانند دام‌ها به این بیماری دچار می‌شود. این بیماری با خوردن آب یا مواد غذایی و سبزیجات که آلوده به تخم‌های این انگل باشد یا از طریق تماس با حیوانات آلوده به این انگل منتقل می‌گردد. تخم‌های این انگل در مدفوع حیوانات گوشت‌خوار مانند سگ، گرگ، شغال، کفتار و روباه یافت می‌شود که به مرحله کرم بالغ این انگل آلوده‌اند. این جانوران زمانی به انگل آلوده می‌شوند که امعا و احشای علفخواران آلوده به کیست هیداتید را بخورند. این علفخوار می‌تواند گوسفند، بز، گاو، شتر، خوک یا سایر علفخواران وحشی باشد. تشخیص بیماری معمولاً از طریق روش‌های تصویربرداری پزشکی به‌ویژه سونوگرافی صورت می‌گیرد، سی‌تی اسکن یا ام‌آرآی نیز می‌توانند مورد استفاده قرار بگیرند. آزمایش خونی که در آن پادتن‌های ضد این عفونت را بررسی می‌کنند و همچنین بافت‌برداری نیز می‌توانند کمک کننده باشند. بنابر طبقه‌بندی سازمان جهانی بهداشت پزشکان متخصص رادیولوژی بهتر است هنگام گزارش تصویربرداری مرحله کیست هیداتید مشاهده شده در کبد را (بین CE1 تا CE5) گزارش نمایند .

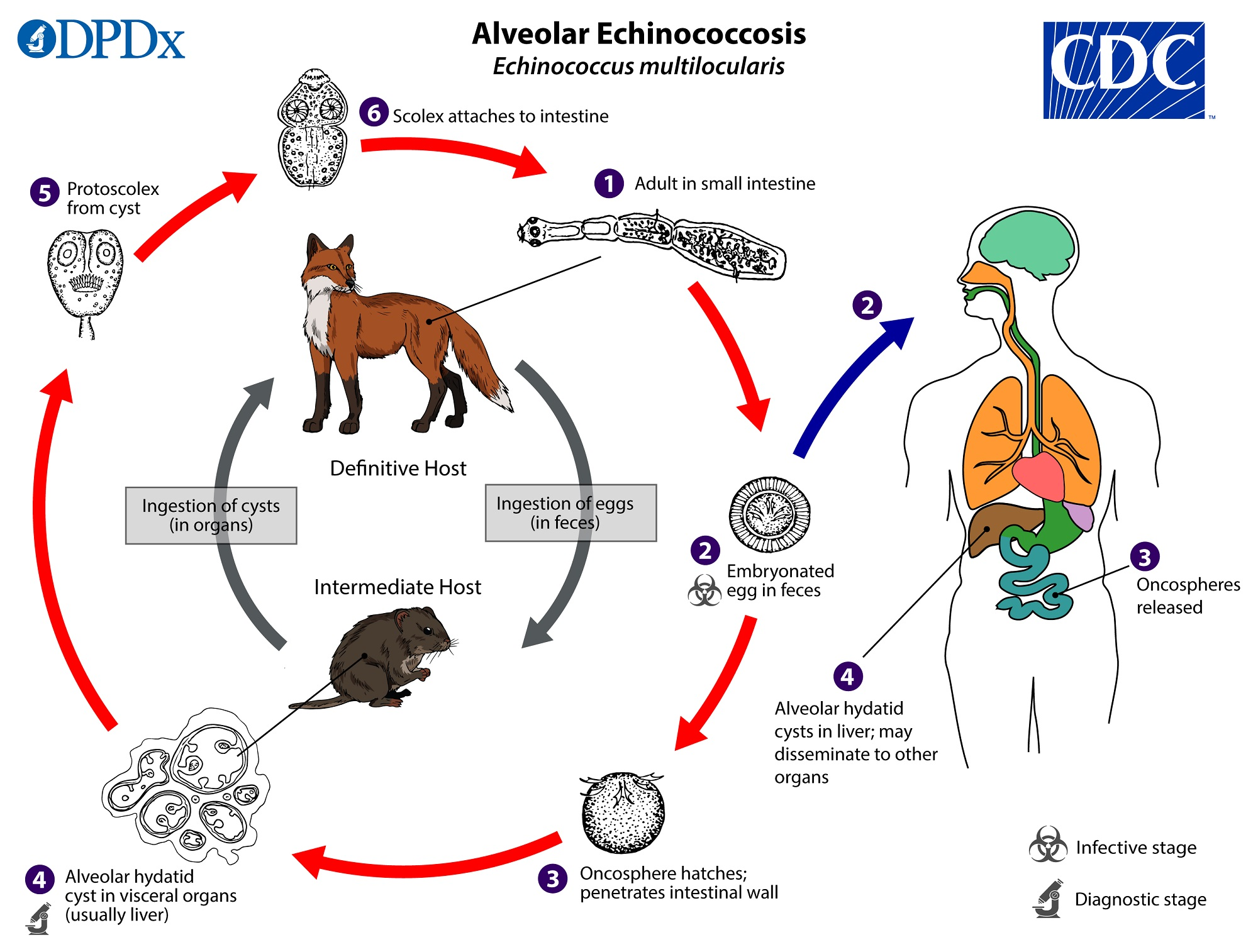
چرخه رندگی انگل اکینوکوکوس مولتی لکولاریس عامل بیماری هیداتید حبابچه ای

کنترل و پیشگیری از این بیماری در جامعه از طریق درمان دوره ای سگ‌ها با داروی پرازیکوانتل و واکسینه کردن گوسفندان با واکسن EG95 انجام می‌شود. درمان بیماری بسته به مرحله گزارش شده بیماری معمولاً شامل جراحی، درمان دارویی با داروی آلبندازول، درمان ترکیبی جراحی و دارویی و مشاهده و انتظار است. در برخی موارد پس از تجویز دارو، می‌توان کیست را از طریق پوست بیرون کشید. اغلب در انواع CE4 و CE5 کیست هیداتید این بیماری علامت خاصی نداشته و بدون نیاز به درمان می‌تواند خود به خود بهبود یابد. نوع آلوئولار این بیماری ناشی از گونه دیگر انگل به نام اکینوکوکوس مولتی لکولاریس خطرناک تر بوده و معمولاً پس از دارودرمانی نیاز به عمل جراحی دارد. داروی آلبندازول برای درمان به کار می‌رود و ممکن است نیاز باشد چند سال مصرف شود. نوع آلوئولار این بیماری می‌تواند منجر به مرگ هم بشود.
بیماری کیست هیداتید در بیشتر نقاط جهان بویژه مناطقی که در آن دامداری رایج است رخ می‌دهد و اکنون حدود یک میلیون نفر به آن مبتلا هستند. در برخی از مناطق آمریکای جنوبی، آفریقا، و آسیا، تا ۱۰ درصد از جمعیت مبتلا هستند. از سال ۲۰۱۰ این بیماری منجر به مرگ ۱۲۰۰ نفر شده‌است که نسبت به ۲۰۰۰ نفر در سال ۱۹۹۰ با کاهش روبرو بوده‌است. هزینهٔ اقتصادی بیماری حدود ۳ میلیارد دلار در سال برآورد می‌شود. در ایران بروز موارد جراحی بیماری در انسان بین ۰٫۶ تا ۱٫۲۷ در هر صدهزار نفر جمعیت برآورد شده‌است. همچنین شیوع اولتراسونوگرافی بیماری در جمعیت بین ۰.۲ تا ۱.۸ درصد متغیر بوده است. در ایران آلودگی در سگ‌ها بین ۶.۸ تا ۵۵.۷ درصد و در دام‌ها نیز ۰.۴ تا ۷۴.۴ درصد گزارش شده‌است.  به گزارش سازمان جهانی بهداشت در سالهای اخیر اقدامات بیشتری برای کنترل بیماری کیست هیداتید در ایران توسط وزارت بهداشت درمان و آموزش پزشکی و سازمان دامپزشکی کشور انجام گرفته است.